# Екс Форначе (Торино)
Екс Форначе је насеље у Италији у округу Торино, региону Пијемонт.
Према процени из 2011. у насељу је живело 11 становника. Насеље се налази на надморској висини од 198 м.